# Zámecká vyhlídka

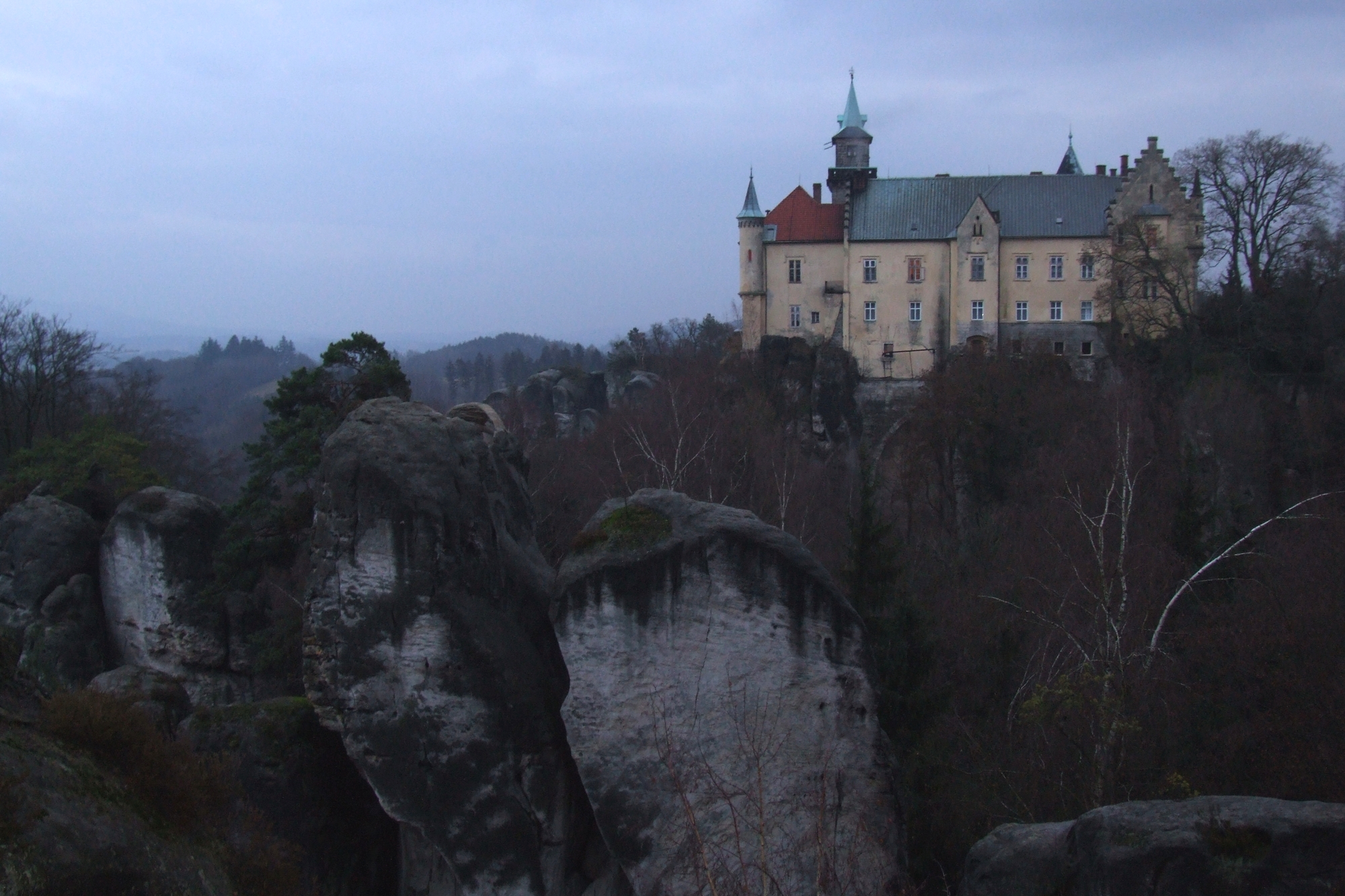
Zámek Hrubá Skála ze Zámecké vyhlídky

Zámecká vyhlídka je jedna z vyhlídek v Hruboskalském skalním městě nedaleko zámku Hrubá Skála. Svůj výhled soustředí především do této oblasti, která dala vyhlídce jméno. Spolu s Mariánskou vyhlídkou se nachází na žlutě značené turistické trase spojující zámek Hrubá Skála s prameny u Lázní Sedmihorky.